# NÖ Open 2023
Il NÖ Open 2023, noto anche come NÖ Open powered by EVN, è stato un torneo maschile di tennis professionistico giocato sulla terra rossa. È stata la 3ª edizione del torneo, facente parte della categoria Challenger 100 nell'ambito dell'ATP Challenger Tour 2023. Si è giocato al Tennisclub Tulln di Tulln an der Donau, in Austria, dal 4 al 10 settembre 2023.

## Partecipanti

### Teste di serie
| Nazionalità | Giocatore            | Ranking* | Testa di serie |
| ----------- | -------------------- | -------- | -------------- |
| Spagna      | Albert Ramos Viñolas | 88       | 1              |
| Austria     | Jurij Rodionov       | 100      | 2              |
| Germania    | Maximilian Marterer  | 130      | 3              |
| Italia      | Flavio Cobolli       | 137      | 4              |
| Slovacchia  | Jozef Kovalík        | 151      | 5              |
|             | Ivan Gakhov          | 161      | 6              |
| Rep. Ceca   | Dalibor Svrčina      | 164      | 7              |
| Ucraina     | Vitaliy Sachko       | 165      | 8              |

* Ranking al 28 agosto 2023.

### Altri partecipanti
I seguenti giocatori hanno ricevuto una wild card per il tabellone principale:
- Sandro Kopp
- Lucas Miedler
- Neil Oberleitner

I seguenti giocatori sono passati dalle qualificazioni:
- Benjamin Hassan
- Jeremy Jahn
- Lukáš Rosol
- Daniel Masur
- Marvin Möller
- Gerald Melzer

## Punti e montepremi
| Torneo    | Torneo              | V      | F     | SF    | QF    | 2T    | 1T    | Q | Q2  | Q1  |
| Singolare | Punti               | 100    | 60    | 36    | 20    | 9     | 0     | 5 | 2   | 0   |
| Singolare | Premi in denaro (€) | 16,020 | 9,415 | 5,555 | 3,240 | 1,900 | 1,160 | – | 580 | 290 |
| Doppio    | Punti               | 100    | 60    | 36    | 20    | –     | 0     | – | –   | –   |
| Doppio    | Premi in denaro (€) | 6,845  | 4,050 | 2,400 | 1,420 | –     | 800   | – | –   | –   |

## Campioni

### Singolare
Vít Kopřiva ha sconfitto in finale  Sumit Nagal con il punteggio di 6–2, 6–4.

### Doppio
Zdeněk Kolář /  Blaž Rola hanno sconfitto in finale  Piotr Matuszewski /  Kai Wehnelt con il punteggio di 6–4, 4–6, [10–6].